# Jackrogersella
Jackrogersella L. Wendt, Kuhnert & M. Stadler – rodzaj grzybów z rzędu próchnilcowców (Xylariales).

## Systematyka
Pozycja w klasyfikacji według Index FungorumHypoxylaceae, Xylariales, Xylariomycetidae, Sordariomycetes, Pezizomycotina, Ascomycota, Fungi.
Wykaz gatunków
- Jackrogersella cohaerens (Pers.) L. Wendt, Kuhnert & M. Stadler 2017
- Jackrogersella gombakensis (M.A. Whalley, Y.M. Ju, J.D. Rogers & Whalley) L. Wendt, Kuhnert & M. Stadler 2017
- Jackrogersella ilanensis (Y.M. Ju & J.D. Rogers) L. Wendt, Kuhnert & M. Stadler 2017
- Jackrogersella minutella (Syd. & P. Syd.) L. Wendt, Kuhnert & M. Stadler 2017
- Jackrogersella multiformis (Fr.) L. Wendt, Kuhnert & M. Stadler 2017 – tzw. drewniak wielokształtny
- Jackrogersella nothofagi (Y.M. Ju & J.D. Rogers) L. Wendt & M. Stadler 2017